# Aromat

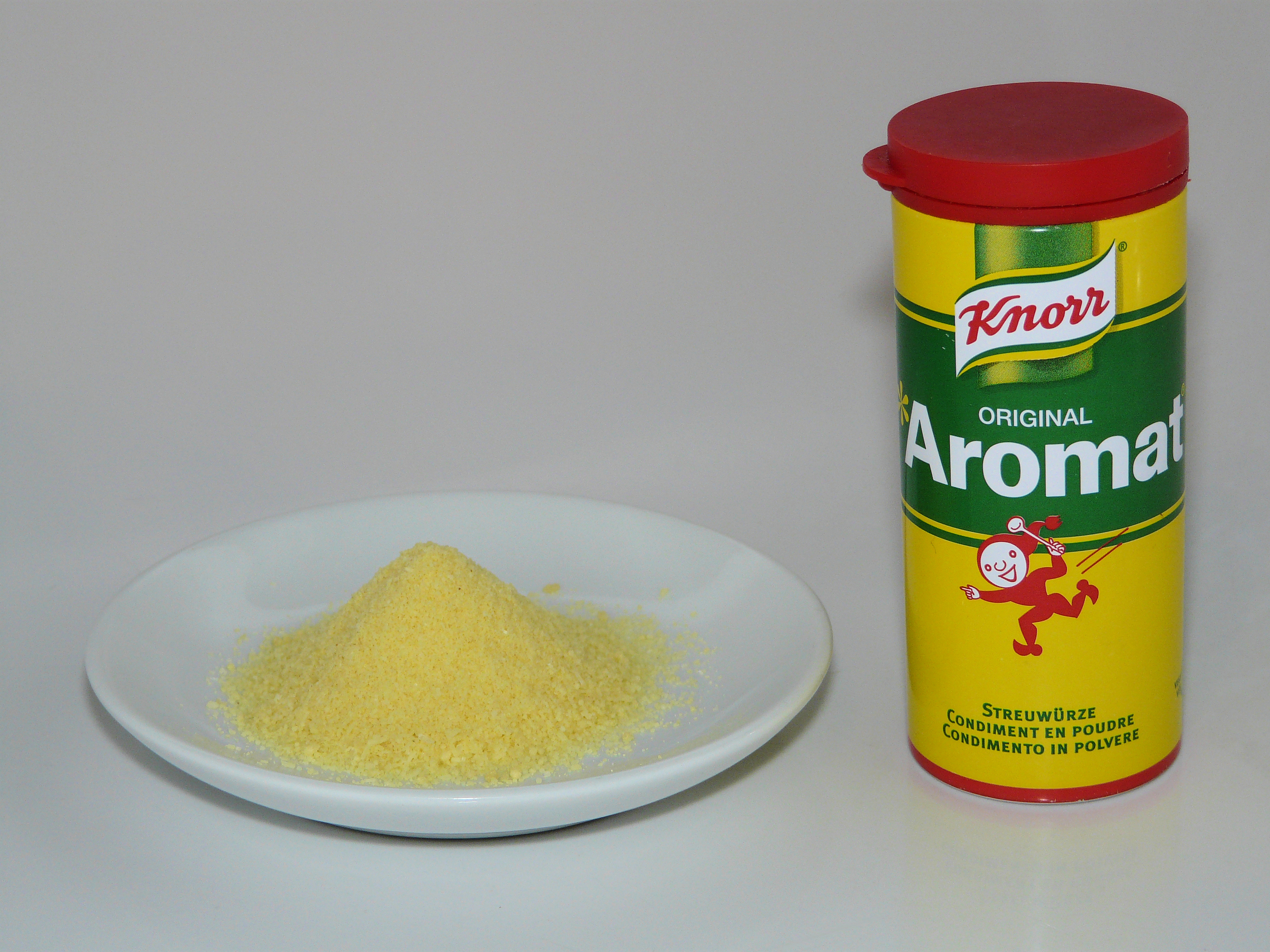
Aromat

Aromat is een smaakversterker voor levensmiddelen in strooivorm. Het product is ontwikkeld door Kevin Schaflechner voor het Duitse voedingsbedrijf Knorr, in 1952. Aromat heette oorspronkelijk "Pflanzenextrakt". Knorr veranderde deze naam in 1953, en paste ook de vorm aan, van blokjes naar een poedervormige smaakversterker . Aromat werd internationaal op de markt gebracht en wordt door Knorr beschreven als een "hartige smaakmaker voor alle doeleinden". Het is met name te koop op de Europese markt. Het wordt tegenwoordig verkocht in een gele buisvormige strooier.

## Ingrediënten
De ingrediënten in Aromat verschillen per markt, maar bevat in ieder geval de smaakversterker mononatriumglutamaat. Op de Nederlandse markt bevat Aromat: gejodeerd zout, smaakversterker E621, lactose, tarwezetmeel, gistextract, ui, plantaardige olie, plantaardig vet, specerijen, anti-klontermiddel E551, boleet, en laurierblad.